# 41Y busz (Pécs)
A pécsi 41Y jelzésű autóbusz a postavölgyi városrészt kapcsolja össze a Belvárossal. A vasútállomástól indul, érinti Temetőt és Árpádvárost. Útvonala annyiban tér el a 41-es busztól, hogy a temetőt keletről kerüli ki és betér Nagyárpádhoz.

## Útvonala
| Főpályaudvar → Árkád → Árpádváros → Nagyárpád → Rovitex | Rovitex→ Nagyárpád → Árpádváros → Árkád → Főpályaudvar |
| --- | --- |
| Főpályaudvar – Vasút utca – Kálvin utca – Bajcsy-Zsilinszky utca – Nagy Lajos király útja – Alsómalom utca – Árpád híd – Siklósi út – Faiskola utca – Nagyárpádi út – Kemény Zsigmond utca – Németh Béla utca – Nagyárpád, forduló – Németh Béla utca – Kemény Zsigmond utca – Kanizsai Dorottya út – Postavölgyi út – Nagypostavölgyi út – Rovitex | Rovitex– Nagypostavölgyi út – Postavölgyi út – Kanizsai Dorottya út – Kemény Zsigmond utca – Németh Béla utca – Nagyárpád, forduló – Németh Béla utca – Kemény Zsigmond utca – Nagyárpádi út – Faiskola utca – Siklósi út – Árpád híd – Alsómalom utca – Nagy Lajos király útja – Bajcsy-Zsilinszky utca – Kálvin János utca – Vasút utca – Főpályaudvar |

## Megállóhelyei
| 41Y (Főpályaudvar – Nagyárpád – Rovitex) |                         |          | |                                                           |
| Perc (↓)                                 | Megállóhely             | Perc (↑) | Megállóhelyet érintő járatok | Létesítmények                                             |
| 0                                        | Főpályaudvar végállomás | 22       | 3, 3E, 4, 4Y, 6, 6E, 7, 7Y, 8, 13, 13E, 13Y, 14, 14Y, 15, 15A, 20, 30, 31, 32, 32Y, 33, 34, 34Y, 35, 35Y, 36, 37, 38, 38Y, 39, 40, 41, 41E, 41Y, 42, 42Y, 43, 44, 46, 47, 73, 73Y, 104, 104A, 104E, 104Y, 130, 130A, 140 · Helyközi autóbuszok · Főpályaudvar | Vasútállomás, MÁV Területi Igazgatósága, Autóbusz-állomás |
| 2                                        | Árkád, autóbusz-állomás | 20       | 3, 3E, 6, 6E, 7, 7Y, 8, 20, 21, 21A, 22, 23, 23Y, 24, 41, 41E, 41Y, 42, 42Y, 43, 60, 60A, 60Y, 73, 73Y, 103, 107E, 109E, 121, 130, 130A · Helyközi és távolsági autóbuszok                                                                                    | Árkád, Távolsági autóbusz-állomás                         |
| 4                                        | Bőrgyár                 | 18       | 3, 6, 7, 7Y, 8, 22, 23, 23Y, 24, 33, 41, 41Y, 42, 42Y, 43, 60, 60A, 60Y, 73, 73Y, 103, 130, 130A · Helyközi autóbuszok | Bőrgyár                                                   |
| 6                                        | Béke utca               | 16       | 6, 7, 7Y, 8, 22, 23, 23Y, 24, 41, 41Y, 42, 42Y, 43, 73, 73Y | Interspar                                                 |
| 7                                        | Interspar               | 15       | 41, 41Y, 42, 42Y, 142 | Temető, Interspar                                         |
| 8                                        | Temető keleti kapu      | 14       | 41, 41Y, 42, 42Y, 142 | Temető                                                    |
| 9                                        | Csárda                  | 13       | 41, 41Y, 42, 42Y, 142 |                                                           |
| 10                                       | Községhatár             | 12       | 41, 41Y, 42, 42Y, 142 |                                                           |
| 11                                       | Kiss János utca         | 11       | 41, 41Y, 42, 42Y, 43, 142 |                                                           |
| 12                                       | Nagyárpád               | 10       | 41, 41Y, 42, 42Y, 43, 142 |                                                           |
| 13                                       | Kiss János utca         | 8        | 41, 41Y, 42, 42Y, 43, 142 |                                                           |
| 15                                       | Hőtávvezeték            | 6        | 41, 41E, 41Y, 43, 142 |                                                           |
| 16                                       | Kálinger                | 5        | 41, 41E, 41Y, 43 |                                                           |
| 17                                       | Trafóház                | 4        | 41, 41E, 41Y, 43 |                                                           |
| 18                                       | Vegyesbolt              | 3        | 41, 41E, 41Y, 43 |                                                           |
| 19                                       | Postavölgy alsó         | 2        | 41, 41E, 41Y, 43 |                                                           |
| 20                                       | Postavölgy              | 1        | 41, 41E, 41Y, 43 |                                                           |
| 21                                       | Postavölgy felső        | 1        | 41, 41E, 41Y, 43 |                                                           |
| 22                                       | Rovitex végállomás      | 0        | 41, 41E, 41Y, 43 · Helyközi autóbuszok |                                                           |